# Osváth Judit
Osváth Judit (Debrecen, 1992. –) magyar színésznő.

## Életpályája
2012-ben érettségizett a debreceni Ady Endre Gimnáziumban. 2012–2017 között a Színház- és Filmművészeti Egyetem hallgatója volt. 2017–2018-ban szabadúszóként dolgozott, majd 2018–2019-ben a székesfehérvári Vörösmarty Színház tagja volt. 2019-től ismét szabadúszó.

## Filmes és televíziós szerepei
- Ketten Párizs ellen (2015) ...Bihari Luca
- Memo (2016) ...Luca
- #Sohavégetnemérős (2016) ...Bella
- Csak színház és más semmi (2018)[12] ...Pápai Zita
- 200 első randi (2019)
- Doktor Balaton (2022) ...Lány
- A mi kis falunk (2023) ...Ildikó barátnője
- Tündérkert (2023) ....Kornisné

## Díjai, elismerései
- Arany Medál díj (2016)[13]